# Mzé Abdou Soulé Elbak
 (juillet 2025).
 (février 2016).
Si vous disposez d'ouvrages ou d'articles de référence ou si vous connaissez des sites web de qualité traitant du thème abordé ici, merci de compléter l'article en donnant les références utiles à sa vérifiabilité et en les liant à la section « Notes et références ».
Mzé Abdou Soulé Elbak (né en 1954) est un homme politique comorien, premier président de l’île autonome de la Grande Comore entre 2002 et 2007, au sein de l'union des Comores.

## Biographie

### Famille
Elbak est né en 1954 à Moroni, la capitale des Comores dans une famille nombreuse et modeste. Il épouse à Anjouan, une île voisine de la grande Comores, Anrifat Nouria Attoumani Abdou Sidi Mouigni Mkuu. Sa mère est Zulfata Prince, fille du prince Said Ibrahim d’Anjouan, petite fille du sultan Saidi Omar bin Saidi Houssein. Avec elle, il a huit enfants.
Dans les années 2000, Elbak embrasse la polygamie, une tradition aux Comores. Il se marie religieusement avec Anissa avec qui il a aujourd’hui trois enfants. Il fait son deuxième grand mariage avec Anissa en 2015.

## Carrière

### Études et carrière professionnelle
Elbak fait ses études secondaires en Arabie saoudite, où il a obtenu en 1981 l’équivalent du baccalauréat arabe à Médine.
Quelques années plus tard, il obtient une maitrise d'anglais Master 1 à l'université islamique de Médine.
Au milieu des années 1980, Elbak rentre aux Comores et commence sa carrière au CNDRS (Centre National de Documentation et Des Recherches Scientifique).
En tant que traducteur, il intègre par la suite l'université Said Mohamed Cheik en tant que professeur d'anglais. Il occupe ce poste pendant un an.
À la fin des années 1980, il est nommé traducteur et responsable des ONG au ministère comorien des affaires étrangères et de la coopération.

### Charges politiques
Le parcours politique de Mzé Abdou Soulé Elbak commence dans les années 1990. Dans le même temps, il se lance dans les affaires en créant une agence familiale.
En 1992, il est élu député de la circonscription de Moroni Sud (région sud de la capitale) à l'assemblée nationale. Il termine son mandat en 1998. 
Il a été élu président de l’île autonome de Ngazidja du 29 mai 2002 au 29 mai 2007.
En conséquence il est le premier Haut magistrat de l'ile de la Grande Comore (Ngazidja) à la suite de la constitution de décembre 2001.
Son mandat présidentiel est marqué par la cohabitation avec le pouvoir de l'union des Comores exercé par le président Azali Assoumani.
Plusieurs événements marquent les tensions entre les deux dirigeants, notamment la "manifestation ensanglantée" de novembre 2003, , dans la même année et pendant plusieurs mois le ministre de l'intérieur, Cheik Ali Bacar Kassim, est arrêté par l'autorité fédérale de l'Union.
En 2007, il se présente comme candidat à l'élection présidentielle des îles autonomes. Il est battu avec 13 % des voix. Dans la même période, il fait une paralysie faciale ainsi qu'une chute dans le coma.
Lors des élections présidentielles de l'union des Comores en 2010, il a été annoncé pour la vice-présidence de l'union des Comores. Pour des raisons de divergences entre son parti et le candidat principal présenté pour les élections présidentielles de l'union des Comores, Mohamed Fazul. Elbak se désiste de ce poste.
En 2014, il affronte Mahmoud Chakir qui est représentant du gouvernement des Comores à la commission du heij.
En 2015, il revient dans le champ politique lors des législatives en soutenant le parti politique PCDC DUJA.
Le Parti Social Démocrate Duja des Comores remporte lors de ces élections trois sièges :
- un siège à l'assemblée nationale ;
- deux sièges au conseil de l'ile de la Grande Comores.

Avec l'appui de son parti, en février 2016, il se présente comme candidat pour les élections présidentielle de l'union des Comores.

### Le cas de l'île de Mayotte

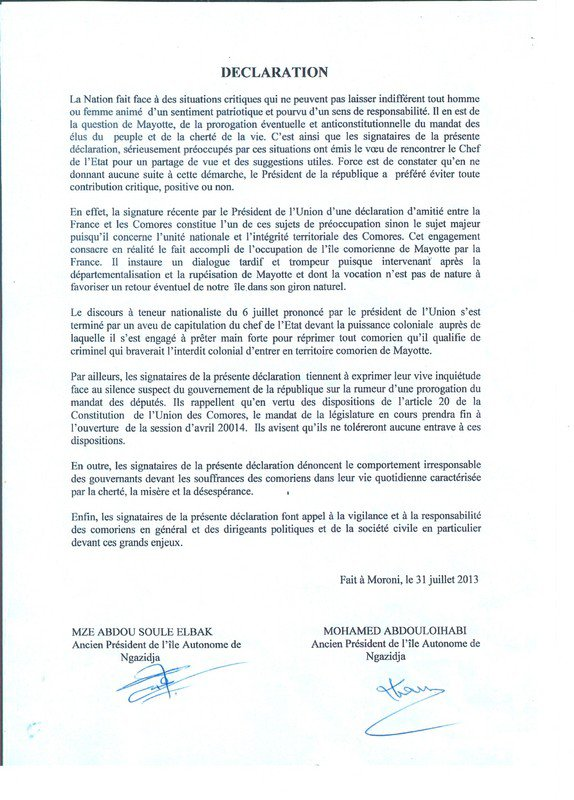
Déclaration de l'ex-président Elbak et de l'ex-président Abdouloihabi

Mayotte est une ile composante de l'archipel des Comores. Le président Elbak revendique fortement ce que les comoriens appellent le "territoire occupé".
La question de l'ile de Mayotte est sujette à beaucoup de controverses. D'une part cette terre est rattachée à la France, et compte parmi les 101 départements Français. D'une autre part elle figure dans la constitution comorienne, et s'additionne aux trois autres Iles pour former l'Union des Comores.
Les institutions, ainsi que les organisations internationales, notamment l'ONU, prennent position et condamnent fortement l'état français et « demande au Gouvernement français de se retirer immédiatement de l’île comorienne de Mayotte, partie intégrante de la République indépendante des Comores, et de respecter sa souveraineté ».
Le 31 juillet 2013, Elbak décide de faire front dans une déclaration écrite et publique. Il sera accompagné de son successeur l'Ex-Président de l'île Mohamed Abdouloihabi. Ensemble ils s'adressent au peuple mais aussi aux gouvernants et aux institutions. Les deux ex-chefs d'Etat font appel à la vigilance et à la responsabilité.